# OFL120F1
OFL120F1 – francuski pocisk APFSDS kalibru 120 mm pochodzący z lat 80. Wystrzeliwany z gładkolufowych armat czołgowych kalibru 120 mm. Wchodzi w skład jednostki ognia czołgu Leclerc.

## Dane taktyczno-techniczne
- Kaliber: 120 mm
- Średnica rdzenia: 27 mm
- Masa pocisku: 7,3 kg
- Masa rdzenia: 4 kg
- Prędkość wylotowa: 1790 m/s
- Maksymalne ciśnienie w lufie: 560 MPa
- Przebijalność: 560 mm RHA[1](na odległość 2000 m)